# The Rasmus (musikalbum)
The Rasmus är det självbetitlade åttonde studioalbumet av den finländska rockgruppen The Rasmus, utgivet i april 2012. Det är bandets debut på skivbolaget Universal Music och uppföljaren till Black Roses från 2008. Albumet gick in på tredje plats på den finländska albumlistan under vecka 17. Första singeln från albumet, "I'm a Mess", släpptes den 5 mars samma år.

## Bakgrund
Efter samarbetet med Desmond Child på förra albumet Black Roses (2008) kände bandet att de ville ha större frihet inom produktionen, därför kom större delen av deras nya album att produceras på egen hand. Gruppen ser positivt på att få arbeta mer självständigt i studion då de menar att det är en bra möjlighet att få prova på allt de lärt sig genom åren. Det 10-åriga kontraktet med skivbolaget Playground Music upphörde efter utgivningen av samlingsalbumet Best of 2001–2009, och bandet kunde i februari 2012 meddela deras ankomst hos Universal Music.
| ”              | På sätt och vis kan jag till och med tycka att vi nu börjar om från början. Kontraktet med Playground upphörde och vi vet inte hur framtiden ser ut för oss. Det kan hända att vi fortsätter antingen där eller någon annanstans. [...] Det är en skön känsla, som om en viktig uppgift har slutförts och vi kan börja från noll igen. Vissa saker har förändrats under tiden, också inom den stora skivbolagsbranschen, så nu kan även de minsta lyckas. | „ |
| – Lauri Ylönen | |   |

## Historik och inspelning
Inspelningsprocessen för The Rasmus var mycket flexibel och material spelades in i olika omgångar. Först den 1 februari 2010 meddelade gruppen att de hade påbörjat inspelningen vid Dynasty Recordings i Helsingfors.
- Den 3 maj 2010 meddelade Eero Heinonen via bandets Myspace att de hade öppnat en Facebook-sida[2] som sedan dess har uppdaterats konstant med deras egna bloggbilder, bland annat från studion.
- Den 3 juli 2010 publicerade den litauiska sajten Medusa Concert en intervju med Ylönen där han bland annat nämnde att albumet var halvvägs färdigt.[3]
- Den 2 augusti 2010 publicerade den litauiska nyhetssajten 15min.lt en intervju med Heinonen där han bland annat nämnde att albumet skulle ges ut under våren 2010.[4]
- Den 30 mars 2011 släpptes Ylönens debutsoloalbum New World, varpå ett antal singlar och livekonserter följde. Under tiden låg arbetet med The Rasmus nya album nere.
- Den 11 oktober 2011 rapporterade YLE att gruppen hade klivit ombord i Stockholm och återupptagit inspelningen tillsammans med sin gamla producent Martin Hansen.[5] Samtidigt konstaterade man att skivan skulle släppas tidigt nästa år.

## Turné
Utgivningen av albumet backades upp av en mindre Europeisk turné med 11 spelningar med start den 7 maj 2012 i Stockholm. Förbandet för dessa datum var det brittiska bandet InMe. I samband med gruppens signering hos Universal Music tillkännagavs ytterligare sju datum i Finland senare i oktober.

## Singlar
- "I'm a Mess" är albumets första singel, vilken debuterade live som öppningslåt för musiktävlingen Tävlingen för ny musik den 25 februari 2012 vid Helsingfors ishall.[7] Singeln släpptes som digital nedladdning den 5 mars.[8] Videon till låten spelades in i Tokyo den 15 och 16 februari.

- "Stranger" skulle släppas som albumets andra singel, vilket avslöjades av gitarristen Pauli Rantasalmi när han svarade på frågor av fansen hos Radio Nova den 15 april 2012.[9] Musikvideon regisserades av Aku Louhimies och hade premiär online på Iltalehtis webbplats den 6 juni samma år.[10]

## Musikstil och influenser
Hösten 2009 skrev Lauri Ylönen låtar tillsammans med Pauli Rantasalmi i Singapore som till en början var avsedda för bandets nya album men som istället blev en mer elektronisk, Daft Punk-influerad produktion och resulterade i soloalbumet New World. Spår av elektronisk musik har därför mer eller mindre även påverkat albumet The Rasmus. Samtidigt har Ylönen sagt att låtarna påminner om Into-eran medan Eero Heinonen har berättat att "Några av låtarna på den kommande skivan kommer att vara ballader. Andra kommer att vara realistiska men jag är övertygad om att lyssnarna kommer att gilla det."

## Mottagande
Trots bytet till ett större skivbolag fokuserade man inte mycket på att marknadsföra albumet utanför de nordiska länderna. Albumet fick därför ett mycket begränsat antal recensioner av kritiker, varav de flesta gav det under medelbetyg. I en användarskriven recension på musiksajten Sputnikmusic såg skribenten negativt på skivans överpolerade sound och det stora antalet radiovänliga ballader samt kommenterade att "det finns inget här som håller lyssnaren intresserad". Samma sak noterade Correns Pernilla Gunnarsson; "[...] bandet söker perfektion så intensivt att kvar blir bara ett skal". Klas Lundgren på Smålandsposten har dock hyllat albumet med orden "Det är kvalitet både i den strålande produktionen och låtarna".
I hemlandet Finland, ett av få länder där skivan uppnådde listframgångar, gick The Rasmus in på tredje plats vilket bröt förstaplatsmönstret som de fyra senaste albumen hade satt. Övriga länder där albumet hamnade på listorna var Schweiz (#46), Tyskland (#26) och Österrike (#23).

## Låtlista
Alla låtar är skrivna och komponerade av Lauri Ylönen, Eero Heinonen, Pauli Rantasalmi och Aki Hakala. 
| Nr  | Titel                        | Längd |
| --- | ---------------------------- | ----- |
| 1.  | Stranger                     | 3:58  |
| 2.  | I'm a Mess                   | 4:12  |
| 3.  | It's Your Night              | 3:37  |
| 4.  | Save Me Once Again           | 4:35  |
| 5.  | Someone's Gonna Light You Up | 3:43  |
| 6.  | End of the Story             | 4:10  |
| 7.  | You Don't See Me             | 3:12  |
| 8.  | Somewhere                    | 5:28  |
| 9.  | Friends Don't Do Like That   | 4:26  |
| 10. | Sky                          | 3:58  |

| 11. | Stranger (Piano) | 3:36 |

| 11. | Mess-Avalanche (Revamped by Pauli Rantasalmi) | 4:03 |

| 11. | Mysteria                                    | 3:34 |
| 12. | Stranger (Felix Zenger Beatbox Remix)       | 3:15 |
| 13. | Stranger Wanderer (Remix by DJ Tuhat)       | 3:29 |
| 14. | Sky (Piano by Aynsley Green)                | 3:50 |
| 15. | Save Me Once Again (Piano by Aynsley Green) | 2:36 |

## Listplaceringar
| Listor (2012)            | Högsta placering |
| ------------------------ | ---------------- |
| Finländska albumlistan   | 3                |
| Schweiziska albumlistan  | 46               |
| Tyska albumlistan        | 26               |
| Österrikiska albumlistan | 23               |

## Lanseringshistorik
| Datum         | Region                       | Format                                 |
| ------------- | ---------------------------- | -------------------------------------- |
| 18 april 2012 | Skandinavien, Finland, Japan | CD, digital nedladdning (iTunes Store) |
| 20 april 2012 | Tyskland, Österrike, Schweiz | CD                                     |

Albumet släpptes endast i ett begränsat antal länder men har distribuerats internationellt via PledgeMusic.

## Medverkande
| The Rasmus - Lauri Ylönen – sång - Eero Heinonen – bas - Pauli Rantasalmi – gitarr - Aki Hakala – trummor | Produktion - Martin Hansen – producent, inspelning, mixning - Svante Forsbäck – mastering - Takayuki Nakazawa – installation - Musuta Ltd. – design - Hiroshi Manaka – fotografi |

Information från albumets häfte.